# Monte del Grano

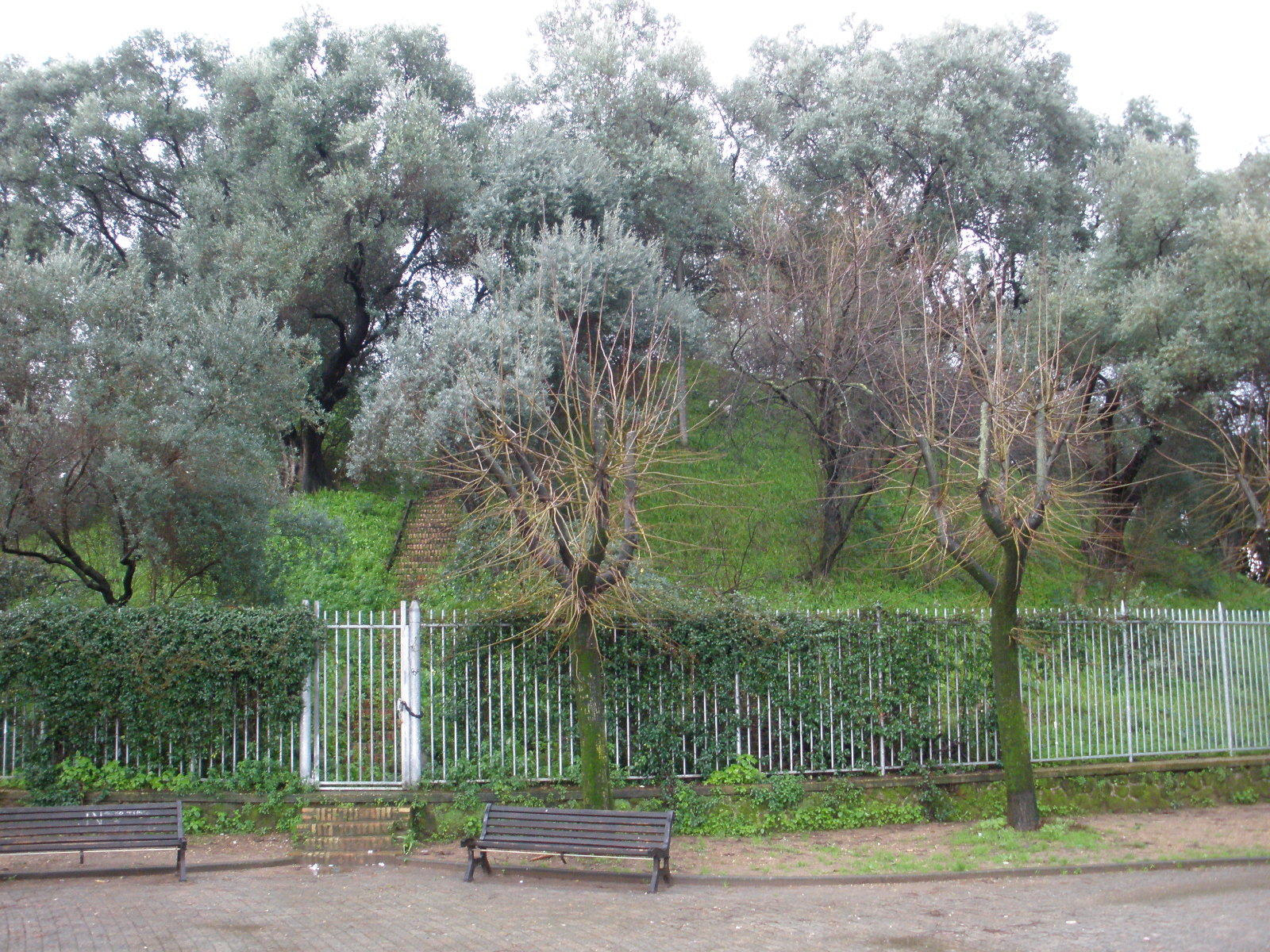
Vista externa

Mausoléu de Alexandre Severo, geralmente chamado de Monte del Grano, é um mausoléu romano localizado no interior do Parco XVII Aprile 1944, no moderno quartiere Tuscolano.

## Descrição

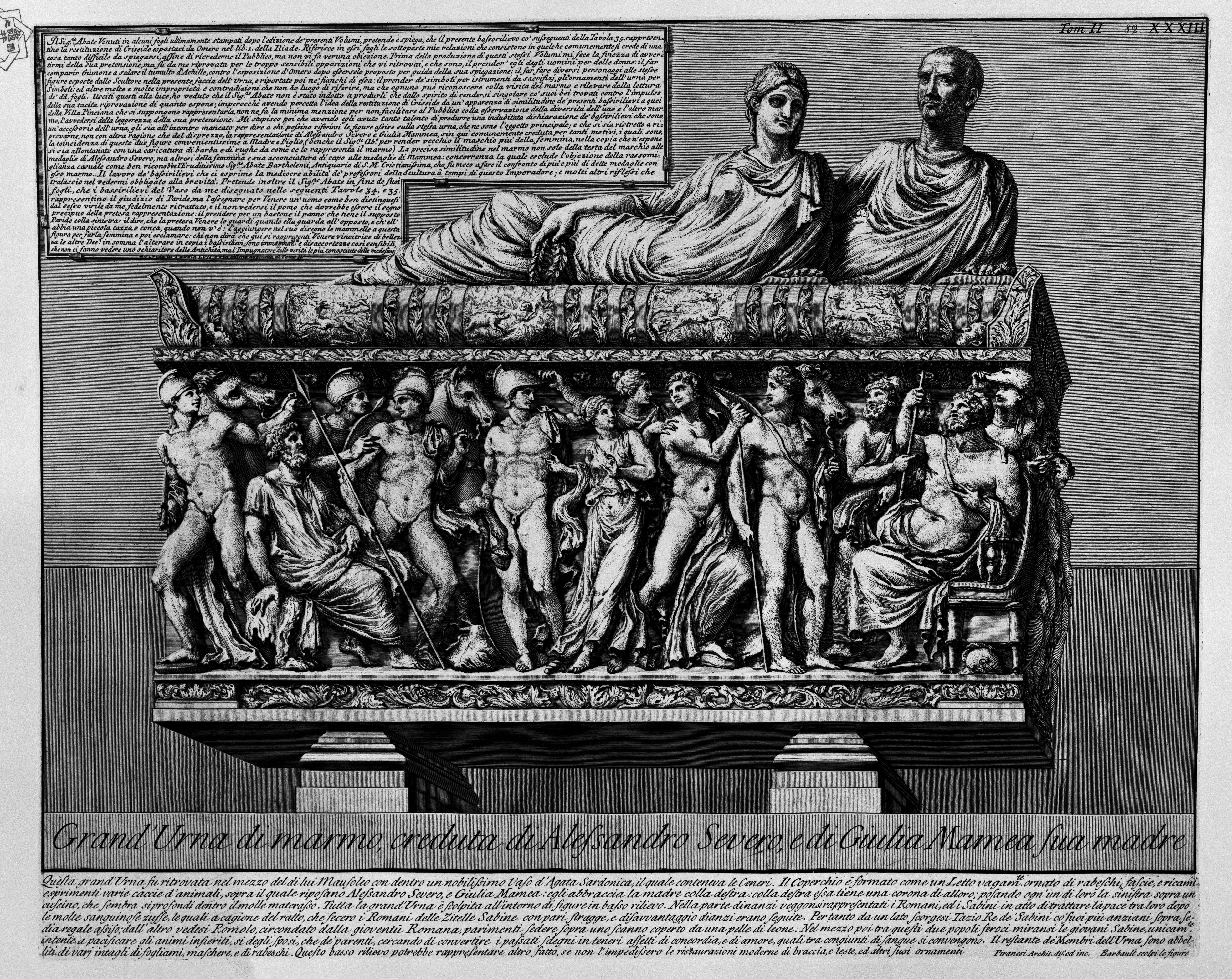
Sarcófago de Alexandre Severo, atualmente nos Museus Capitolinos, numa gravura de Piranesi (1756).

A estrutura era constituída por uma estrutura semi-soterrada de blocos de pedra recoberta por uma colina artificial de terra com vegetação, um modelo comum em outros mausoléus etruscos e, mais tarde, romanos. Quando foi construído, era parte de uma vasta necrópole situada numa zona suburbana de Roma. Atualmente o local se apresenta como uma pequena colina com cerca de doze metros de altura, abandonada e meio escondida pelos prédios construídos nas imediações na década de 1970.
No século XVI, foi descoberto em seu interior o imponente sarcófago ático encimado por dois nobres personagens deitados em modelo etrusco, identificados como sendo o imperador romano Alexandre Severo e sua mãe, Júlia Ávita Mameia. Este sarcófago era decorado com cenas do mito de Aquiles em Esquiro e está hoje numa sala do piso térreo dos Museus Capitolinos (Palazzo dei Conservatori).
A entrada se dá através de um longo corredor (cerca de 21 metros) que termina numa sala circular com dez metros de diâmetro, originalmente dividida em dois pisos.
Vários estudos posteriores colocaram em dúvida a atribuição do mausoléu a Alexandre Severo, principalmente por que as estampas nos tijolos encontrados no local indicam que a estrutura foi construída no século II, mas os trabalhos mais recentes de Erminio Paoletta acertaram que o mausoléu seguramente foi utilizado como túmulo pelo imperador.

## Tradição

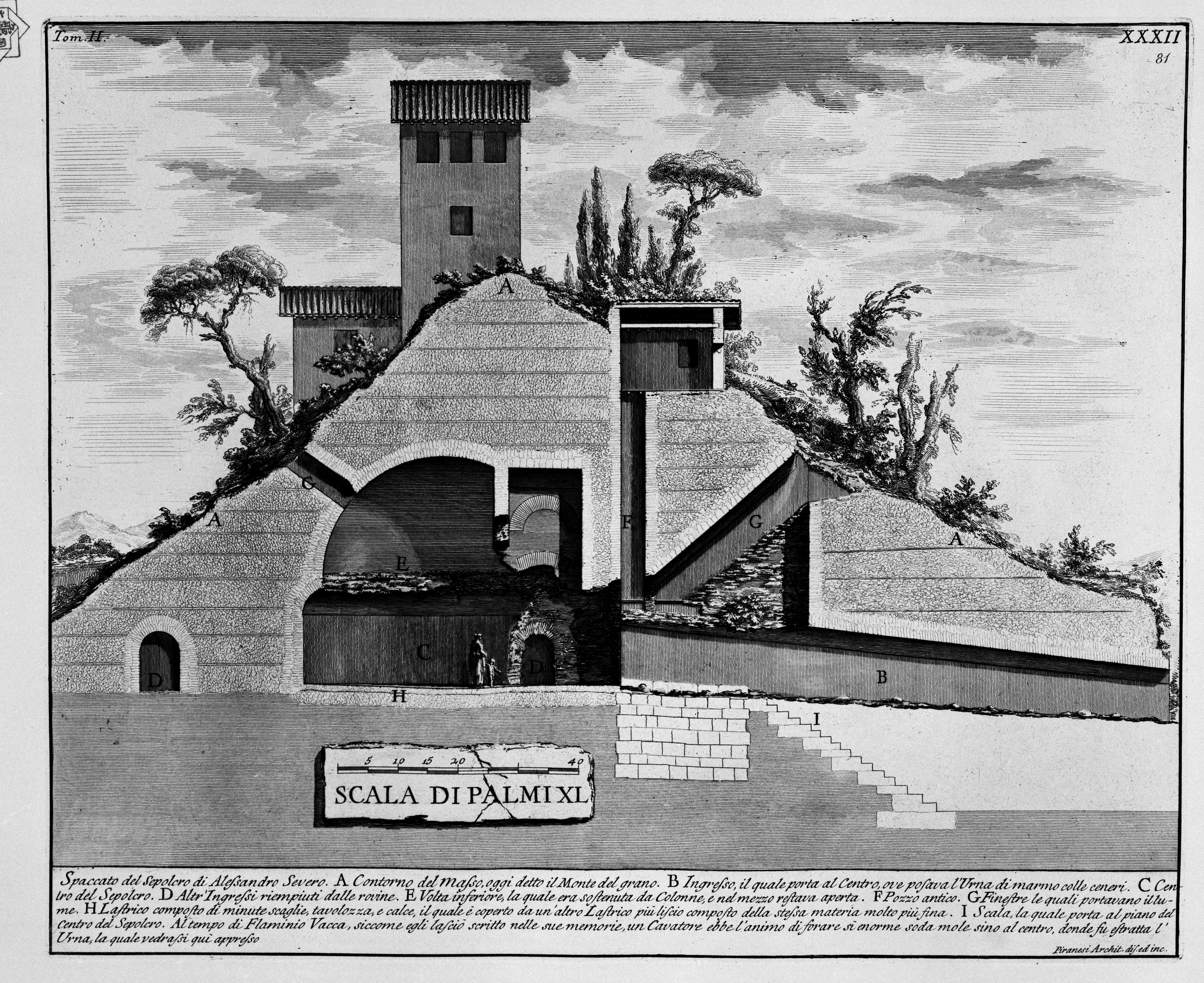
Diagrama do interior numa gravura de Piranesi (1756).

O nome Monte del Grano provavelmente deriva da corruptela do antigo nome modius grani ("alqueire de cereais"), derivado, por sua vez, da forma que havia assumido a pequena colina depois de terem sido removidos os blocos de travertino em 1387 para serem transformados em cal, uma obra de um tal Nicolò Valentini. Ele era um dos três nobres venezianos que, durante o Jubileu de 1350, ofertaram à Basílica de São Pedro uma "pulcherrimam et myrabilem tabulam de Chrystallo, pulchris laminis argenti deaurati" (uma grande mesa de cristal) para custodiar a principal relíquia do Vaticano, o sudário com a imagem do rosto de Cristo (conhecido como Uronica), hoje preservado na Scala Sancta, perto da basílica de San Giovanni in Laterano.
O mausoléu fazia parte da propriedade chamada "Casale delle Forme" (a "forme" era uma parte da estrutura dos aquedutos presentes na região de Tuscolano). Ele era chamado também de "Monte di Onorio", "Monte di Nori" e "lo Montone de Grano". Conta a lenda popular que o local era um monte de cereais transformado em terra como punição divina por ter sido colhido num domingo, dia de descanso.